# Pterolophia lateritia
Pterolophia lateritia là một loài bọ cánh cứng trong họ Cerambycidae.